# Фикс
Фикс (на английски: Phixx) е британска поп група създадена в края на 2002 година от риалити-шоуто Popstars: The Rivals. Групата записва песни в периода 2003 – 2005 г., а през 2006 г. се разпада окончателно. Имат издаден един албум „Electrophonic Revolution“ който е издаден през 2004 г.

## Дискография

### Албуми
- „Electrophonic Revolution“ (2004)

### Сингли
- „Hold On Me“ (2003)
- „Love Revolution“ (2004)
- „Wild Boys“ (2004)
- „Strange Love“ (2005)